# 八木アリサ
八木 アリサ（やぎ アリサ、1995年7月31日 - ）は、日本の女性ファッションモデル、女優。北海道札幌市出身。アミューズ所属。

## 来歴
アクターズスタジオ北海道本部校の発表会にてスカウトを受け、アミューズに所属。
ギャオーディションの「ライラの冒険オーディション」の最終選考を受けていた際に、『ニコラ』（新潮社）からスカウトを受け、2008年2月号より専属モデルとして活動している。
2011年10月（12月号）、『ViVi』（講談社）に初登場。専属モデルになる。
2012年3月28日に開催された「nicola東京開放日2012」にてニコラを卒業。
2016年1月23日発売の『ViVi』2016年3月号で、初の単独表紙を飾った。以降トップモデルとして活躍している。
2022年2月号をもって、『ViVi』を卒業。

## 人物
- 父親がフランス人で母親が日本人。一人っ子[5]。
- 日本語以外に英語、韓国語、フランス語を話せる[5]。
- 小学生の頃タイやタヒチ島などに住んでいた。

## 出演

### ファッションショー
- 札幌コレクション
- 東京ガールズコレクション
- 静岡コレクション
- 関西コレクション
- 神戸コレクション
- ガールズスイートコレクション
- 東京ランウェイ
- ガールズアワード
- 東北ドリームコレクション
- FASHION AWARD supported by UR CLUB
- YOHOOD 2014（上海）
- Super Girls Expo（台湾）
- ウーマンズフェスタ 2015
- ちゅらイイGIRLS UP！ステージ[6]
- ASIA FASHION AWARD LAUNCH PARTY[7]
- Tokyo Virtual Runway Live by GirlsAward vol.1（2020年6月27日、ABEMA独占生配信）[8]

### 映画
- 好きっていいなよ。（2014年7月12日公開、松竹） - 北川めぐみ 役[9]
- ゼニガタ（2018年5月26日公開） - 杉山佐和子 役[10]
- ホットギミック
ガールミーツボーイ（2019年6月28日公開、東映）
- 午前0時、キスしに来てよ（2019年12月公開、松竹） - 内田柊 役[11]
- キスカム！～COME ON, KISS ME AGAIN!～（2020年9月4日公開[12][13]、吉本興業） - 風見アカリ 役[14]
- 花束みたいな恋をした（2021年1月29日公開、東京テアトル / リトルモア） - 卯内日菜子 役[15]
- 太陽は動かない（2021年3月5日[16][17][18]、ワーナー・ブラザース映画） - 小田部奈々 役[19][注 1]
- 生きててごめんなさい（2023年2月3日公開、渋谷プロダクション） [20]
- レディ加賀（2024年2月9日公開、アークエンタテインメント） - カトリーヌ 役[21][22]

### テレビドラマ
- ラブラブエイリアン2 第5・6・8・13・16・17話（2018年2月6日・13日・27日・3月13日、フジテレビ）  - 北村スミレ 役[23]
- まどろみバーメイド〜屋台バーで最高の一杯を。〜（2019年7月14日 - 9月29日、テレビ大阪） - 陽乃崎日代子 役[24]
- 左ききのエレン（2019年10月21日 - 12月23日、MBS） - 岸あかり 役[25]
- 異世界居酒屋「のぶ」（2020年5月15日 - 7月17日、WOWOWプライム） - エレオノーラ 役[26]
- それでも私は旅がしたい。～今だからこその旅スタイル～（2020年9月22日、テレビ大阪） - 飯田麻美 役[27]
- 3Bの恋人（2021年1月10日 - 3月14日、朝日放送テレビ） - 山村麻美 役[28]
- 警視庁ゼロ係〜生活安全課なんでも相談室〜 SEASON5 第3話（2021年5月14日、テレビ東京）- 増田栞 役
- 生き残った6人によると（2022年8月10日 - 9月14日、MBS） - 最上紗奈 役[29]
- フェルマーの料理（2023年10月20日 - 12月22日、TBS） - アネット・バルトリ 役[30]
- 初恋不倫〜この恋を初恋と呼んでいいですか〜（2024年7月4日 - 9月5日、BSテレビ東京） - 香真莉亜 役[31]

### Webドラマ
- 1ページの恋 （2019年2月18日 - 3月25日、AbemaTV）  - ミナ 役[32]
- ギヴン（2021年7月17日 - 8月21日、FOD） - 上ノ山弥生 役[33]
- じゃない方の夜〜恋は突然、生まれない。〜 第11話・第12話（2021年12月20日・27日、Paravi） - ヒナコ 役[34]
- REAL 恋愛殺人捜査班 Episode.1 - 2（2024年7月5日 - 、FOD） - 舟木めぐみ 役

### 舞台
- ミュージカル「RENT」（2020年11月1日 - 11月15日[注 2]、シアタークリエ）- ミミ 役　※遥海とWキャスト[36][37]

### テレビ番組
- ネクストプリンセス（2009年10月4日 - 2010年3月28日、テレビ東京）
- 私たち結婚しました 世界版 シーズン2（2014年4月 - 7月、MBC every1）[38]
- むかしの国のアリサ（2015年1月 - 3月、北海道テレビ放送）
- Angel Destiny อุบัติรักเทวา (2016年5月5日 - 2016年8月25日、タイ王国・True4U)
- タビフク（2016年11月23日 - 11月30日、TBS） ※玉城ティナと共演

### インターネットテレビ
- nicola©（goomo） - 不定期出演
- 安室奈美恵ファッション総選挙　FASHION MOVIE BEST 50（2018年9月9日、AbemaTV）[39]

### PV
- ポルノグラフィティ「あなたがここにいたら」（2008年）
- ポルノグラフィティ「Ohhh!!! HANABI」（2015年）
- RIHWA 明日はきっといい日になる（2015年）

### CM
- 井田ラボラトリーズ CANMAKE（2016年4月1日 - ）[40][41]
- アンファー「スカルプDまつ毛美容液」（1ページの恋・ミナ編、2019年2月-3月）

### 広告
- 「オンディーヌ」振袖専門店　イメージキャラクター
- 「メルベル」カラーコンタクト　イメージキャラクター
- 渋谷109「109 Halloween」　イメージキャラクター
- 「CANMAKE」イメージキャラクター
- 「Heather 2015SS」　イメージキャラクター
- 「feminine Cafe」イメージキャラクター
- 北海道日本ハムファイターズ「ガールズユニフォームイメージモデル」（2015年4月 - ）[42][43]
- 「札幌パセオ」2015年夏イメージモデル
- 「Candy Stripper 20周年記念個展」メインビジュアルモデル
- 「Samantha Vega」
- 「SACS BAR」イメージモデル
- 水橋保寿堂製薬「メラプロテクト シアーピンク」イメージモデル[44]

### イベント
- ViViNight inTaipei（2019年11月16日、新光三越Legacy MAX）[45]
- WELLA TREND VISION award 2013
- Family Mart ASIA COLLECTION
- プロ野球セ・パ交流戦「日本ハム―阪神戦」（札幌ドーム）　ファーストピッチセレモニー[2][46]

## 書籍

### 雑誌連載
- ニコラ（新潮社、2008年2月号 - 2012年5月号）専属モデル
- ViVi（講談社、2011年12月号 - 2022年2月号）専属モデル
- 月刊audition
- CUTiE

### 写真集
- やぎマガジン（講談社、2016年8月10日）[47]